# 9·11 테러 하이재커
- 모하메드 아타 (아메리칸 항공 11편 테러 사건)
- 마르완 알셰히 (유나이티드 항공 175편 테러 사건)
- 하니 한주르 (아메리칸 항공 77편 테러 사건)
- 지아드 자라 (유나이티드 항공 93편 테러 사건)

9·11 테러의 항공기 납치범은 지하디스트 단체 알카에다와 연계된 남성 19명이다. 총 4개 나라 출신으로 그중 15명은 사우디아라비아 시민이었고, 2명은 아랍에미리트, 1명은 이집트, 1명은 레바논 출신이었다. 공격을 실행하기 위해 납치범들은 4개 팀으로 조직되었고, 각 팀은 조종사 훈련을 받은 납치범이 이끌었으며 이들은 조종사, 승객, 승무원을 제압하도록 훈련받은 세네 명의 "행동대장"과 함께 항공기를 탈취했다. 각 팀은 각각 다른 항공편에 배정되었고, 각자 비행기에 충돌할 목표가 주어졌다. 모하메드 아타가 4개 그룹 전체를 이끄는 총책으로 배정되었다.
미국에 가장 먼저 도착한 납치범은 칼리드 알미다르와 나와프 알하즈미로, 2000년 1월 샌디에고군에 정착했다. 이어 함부르크 셀 구성원인 납치범 조종사 세 명, 모하메드 아타, 마르완 알셰히, 지아드 자라가 2000년 중반에 플로리다주 베니스의 허프먼 항공 비행 훈련 학교에서 비행 훈련을 받기 위해 도착했다. 함부르크 셀 회원이 아니었던 네 번째 납치범 조종사 하니 한주르는 2000년 12월 샌디에고에 도착했다. 나머지 "행동대장"은 2001년 초중반에 도착했다.

## 테러범 선택
칼리드 알미다르와 나와프 알하즈미는 모두 알카에다 지도자 오사마 빈라덴의 눈에 경험 많고 존경받는 지하디스트였다.
테러에 참여하게 된 조종사들 중 모하메드 아타, 마르완 알셰히, 지아드 자라 세 명이 함부르크 셀의 초기 멤버였다. 이들은 아프가니스탄에 있는 알카에다 훈련 캠프에서 훈련을 마친 후, 서구 문화와 언어 능력에 대한 폭넓은 지식 덕분에 작전 보안 및 성공 가능성을 높일 수 있다는 점 때문에 빈 라덴과 알카에다 군사 부문에 의해 선택되었다. 모하메드 아타 자신은 2000년 1월 아프가니스탄 도착 즉시 공격 계획 및 실행을 총괄하는 지휘권을 부여받았다. 함부르크 셀의 일원이었던 네 번째 예정 조종사 람지 빈 알시브도 테러범으로 선정되었으나 미국 입국 비자를 받지 못했다. 이후 사우디아라비아 국적의 하니 한주르로 바뀌었다.
알미다르와 알하즈미도 납치범 조종사 후보였지만 샌디에고에서의 초기 조종 수업에서 잘하지 못했다. 두 사람 모두 "행동파" 납치범으로 잔류해 승객과 승무원을 제압하여 조종사 납치범이 항공기를 통제하도록 도왔다. 알미다르와 알하즈미 외에 다른 13명의 행동범이 2000년 말 또는 2001년 초에 선택되었다. 아랍에미리트 출신인 파예즈 바니하마드를 제외하고 모두 사우디아라비아 출신이었다.
테러 직후 연방수사국은 "행동대장" 납치범들 대부분이 자신들이 자살 임무를 수행하고 있다는 사실을 몰랐다고 결론지었다. 조종사와 달리 이들은 유언장을 준비하거나 자신이 사망할 것이라 예상하는 다른 징후를 보이지 않았기 때문이다. 오사마 빈라덴의 2001년 오디오 녹음에 따르면, "행동파" 납치범은 납치범 조종사와 접촉하지 않았으며 테러 당일까지 자신들의 임무의 진정한 목적을 알지 못했다.

### 납치범
| 항공편                                                             | 이름                 | 나이 | 국적           |
| ------------------------------------------------------------------ | -------------------- | ---- | -------------- |
| 아메리칸 항공 11편 테러 사건 (목표: 북쪽 타워)                     | 모하메드 아타 (리더) | 33   | 이집트         |
| 아메리칸 항공 11편 테러 사건 (목표: 북쪽 타워)                     | 압둘라지즈 알오마리  | 22   | 사우디아라비아 |
| 아메리칸 항공 11편 테러 사건 (목표: 북쪽 타워)                     | 와일 알셰흐리        | 28   | 사우디아라비아 |
| 아메리칸 항공 11편 테러 사건 (목표: 북쪽 타워)                     | 왈레드 알셰흐리      | 22   | 사우디아라비아 |
| 아메리칸 항공 11편 테러 사건 (목표: 북쪽 타워)                     | 사탐 알수카미        | 25   | 사우디아라비아 |
| 유나이티드 항공 175편 테러 사건 (목표: 남쪽 타워)                  | 마르완 알셰히 (리더) | 23   | 아랍에미리트   |
| 유나이티드 항공 175편 테러 사건 (목표: 남쪽 타워)                  | 파예즈 바니하마드    | 24   | 아랍에미리트   |
| 유나이티드 항공 175편 테러 사건 (목표: 남쪽 타워)                  | 모한드 알셰흐리      | 22   | 사우디아라비아 |
| 유나이티드 항공 175편 테러 사건 (목표: 남쪽 타워)                  | 함자 알감디          | 20   | 사우디아라비아 |
| 유나이티드 항공 175편 테러 사건 (목표: 남쪽 타워)                  | 아흐메드 알감디      | 22   | 사우디아라비아 |
| 아메리칸 항공 77편 테러 사건 (목표: 펜타곤)                        | 하니 한주르 (리더)   | 29   | 사우디아라비아 |
| 아메리칸 항공 77편 테러 사건 (목표: 펜타곤)                        | 칼리드 알미다르      | 26   | 사우디아라비아 |
| 아메리칸 항공 77편 테러 사건 (목표: 펜타곤)                        | 마제드 모케드        | 24   | 사우디아라비아 |
| 아메리칸 항공 77편 테러 사건 (목표: 펜타곤)                        | 나와프 알하즈미      | 25   | 사우디아라비아 |
| 아메리칸 항공 77편 테러 사건 (목표: 펜타곤)                        | 살렘 알하즈미        | 20   | 사우디아라비아 |
| 유나이티드 항공 93편 테러 사건 (목표: 미국 국회의사당 또는 백악관) | 지아드 자라 (리더)   | 26   | 레바논         |
| 유나이티드 항공 93편 테러 사건 (목표: 미국 국회의사당 또는 백악관) | 아흐메드 알하즈나위  | 20   | 사우디아라비아 |
| 유나이티드 항공 93편 테러 사건 (목표: 미국 국회의사당 또는 백악관) | 아흐메드 알나미      | 23   | 사우디아라비아 |
| 유나이티드 항공 93편 테러 사건 (목표: 미국 국회의사당 또는 백악관) | 사에드 알감디        | 21   | 사우디아라비아 |

| 국적           | 명 |
| -------------- | -- |
| 사우디아라비아 | 15 |
| 아랍에미리트   | 2  |
| 이집트         | 1  |
| 레바논         | 1  |

| 나이 | 명 |
| ---- | -- |
| 20   | 3  |
| 21   | 1  |
| 22   | 4  |
| 23   | 2  |
| 24   | 2  |
| 25   | 2  |
| 26   | 2  |
| 28   | 1  |
| 29   | 1  |
| 33   | 1  |

## 조사

### 공격 이전
'[우리는] 이 사실을 수사국에 알려야 합니다. 이 사람들은 분명 나쁩니다. 적어도 한 명은 미국 복수 입국 비자를 가지고 있습니다. FBI에 알려야 합니다.' 그러자 [CIA 관계자]가 제게 말했습니다. '아니오, FBI 사건이 아닙니다. FBI 관할이 아닙니다.'  
공격 이전에 FBI 요원 로버트 라이트 주니어는 미국 내 거주하는 의심스러운 극단주의자에 대한 FBI의 무능함을 강력히 비판하는 글을 쓴 적이 있었다. 라이트는 수사국의 시카고 대테러 태스크포스 소속으로 야신 알카디와 연관된 벌거 비트레이얼(Vulgar Betrayal) 프로젝트에 참여했다.
제임스 뱀포드에 따르면, 국가안보국은 1999년에 알미다르와 알하즈미의 통신을 감청했지만 자신과 CIA 간의 내부 관료주의적 갈등으로 인해 방해를 받았고 기관에 넘긴 정보에 대한 완전한 분석을 하지 않았다. 예를 들어 그들은 이름만 나와프와 칼리드라고 전달했다.
또한 뱀포드는 CIA의 알렉 스테이션(빈 라덴에게 배정된 부서)이 알미다르가 2000년 1월에 뉴욕에 올 계획이라는 것을 알고 있었다고 주장한다. CIA 스테이션에서 근무하는 세 명의 FBI 요원 중 한 명인 더그 밀러는 이를 FBI에 알리기 위해 메시지(CIR)를 보내 알미다르를 감시 목록에 올리려고 했다. 그의 CIA 상사인 부국장 톰 윌셔는 밀러에게 이 허가를 거부했다고 알려져 있다. 밀러는 동료 마크 로시니에게 조언을 구했고, 로시니도 윌셔의 부하에게 압력을 가했지만 거절당했다.
또한 뱀포드는 알미다르와 알하즈미가 돈을 절약하기 위해 한동안 압둘사타르 샤이크와 함께 살았다고 주장한다. 샤이크는 우연히도 FBI 정보원이었지만, 그들이 주변에서 수상한 행동을 하지 않았기 때문에 첩보원은 신고하지 않았다. CIA 방콕 스테이션은 알렉 스테이션에 알하즈미가 로스앤젤레스로 갔다고 말했다. 이 정보 중 어느 것도 FBI 본부로 전달되지 않았다.
2001년 8월 23일, 공격이 발생하기 불과 3주도 채 되지 않아 모사드는 미국에 거주하며 미국에 대한 공격을 감행하려 하는 것으로 의심되는 19명의 명단을 미국 정부에 제공했다. 이 명단에는 모하메드 아타, 마르완 알셰히, 칼리드 알미다르, 나와프 알하즈미의 이름이 포함되어 있었다. 이 명단에 모든 납치범의 이름이 포함되었는지, 아니면 명단 길이가 우연의 일치였는지는 알려지지 않았고 이 네 명의 이름만 알려져 있다.

### 테러
테러 발생 몇 분 안에 연방수사국은 미국 역사상 가장 큰 규모의 FBI 수사 작전인 펜트봄 작전을 시작했다. 용의자는 항공권 및 신용카드 기록에 자신의 이름을 숨기려는 시도를 거의 하지 않았기 때문에 72시간 이내에 전부 신원이 확인되었다. 또한 해당 항공편에서 몇 안 되는 미국 시민이 아닌 사람이며 거의 유일한 아랍어 이름을 가진 승객이었기 때문에 FBI는 생년월일, 알려진 또는 가능한 거주지, 비자 상태, 의심되는 조종사의 특정 식별 정보 등을 사용하여 그들의 신원을 파악할 수 있었다. 테러 발생 3일 후인 9월 14일, FBI는 19명의 납치범 이름을 발표했고, 9월 27일에는 밝혀진 국적 및 가명과 함께 납치범들의 사진을 공개했다. 용의자 19명 중 15명은 사우디아라비아, 2명은 아랍에미리트, 각 1명은 레바논과 이집트 출신이었다.
사탐 알수카미의 여권은 "월드 트레이드 센터 쌍둥이 빌딩이 있던 곳에서 몇 블록 떨어진 곳"에서 회수된 것으로 알려졌다. 지나가던 행인이 여권을 주워 건물이 무너지기 직전 NYPD 형사에게 넘겨주었다. 다른 납치범 두 명, 지아드 자라와 사에드 알감디의 여권은 펜실베이니아의 유나이티드 항공 93편 추락 현장에서 회수되었고, 네 번째 여권인 압둘라지즈 알오마리의 여권은 아메리칸 항공 11편 테러 사건에 실리지 않은 수하물에서 회수되었다.
9/11 위원회 보고서에 따르면, 알카에다 공모자 26명이 자살 임무 수행을 위해 미국 입국을 시도했다. 결국 FBI는 총 19명의 납치범이 있었으며, 그중 3편의 항공편에는 각각 5명씩, 1편의 항공편에는 4명이 탑승했다고 보고했다. 이전 발언에 대한 논란이 있은 후, 미국 국토안보부 장관 재닛 나폴리타노는 2009년 5월에 9/11 위원회가 납치범들 중 아무도 캐나다를 통해 미국에 입국하지 않았다는 사실을 발견했다고 진술했다.
나와프 알하즈미와 하니 한주르는 2001년 4월 초 버지니아주 폴스처치에 있는 안와르 알아울라키가 설교하는 다르 알히즈라 이슬람 센터에 다녔다. FBI와의 인터뷰를 통해 알아울라키는 두 사람이 샌디에고에 살 때 나와프 알하즈미를 여러 차례 만났다는 사실이 밝혀졌다. 당시 알하즈미는 알미다르와 함께 살고 있었다. 같은 비행기에 탑승한 납치범은 공격 이전에 함께 학교에 다니거나 함께 살았기 때문에 매우 강한 유대 관계를 가지고 있는 경우가 많았다.

### 납치범 유해 회수
9/11 공격 이후, 피해자들과 공격자들의 유해가 세계 무역 센터 부지, 펜타곤, 섕크스빌 (펜실베이니아주)에서 회수되었다.
뉴욕에서는 아메리칸 항공 11편 탑승자로 추정되는 납치범 두 명의 유해가 확인되어 맨해튼의 국립 9·11 추모관 & 박물관에서 증거물로 FBI에 인계되었다. 11편과 175편에 탑승했던 나머지 납치범의 유해는 신원이 확인되지 않았으며 이 공원에 다른 신원 미상 유해와 함께 묻혀 있다.
77편에 탑승했던 납치범 5명의 유해는 2001년 10월 2일까지 소거법을 통해 확인되었고 증거물로 FBI에 인계되었다.
93편의 경우, 지아드 자라의 유해는 확인되어 그의 여자친구가 제출한 DNA 샘플이 섕크스빌에서 회수된 유해와 일치한 후 증거물로 FBI에 인계되었다. 나머지 납치범의 유해는 소거법을 통해 확인되었고 증거물로 FBI에 인계되었다.

## 신원 오인 가능성
공격 직후 FBI가 모든 납치범의 사진을 공개하기 전에, 9.11 테러 납치범으로 지목된 일부 남성이 살아 있으며 신원 도용을 당했다는 여러 보도가 나왔다.

## 같이 보기
- 20번째 납치범
- 테러 지원국에 대한 정의법

## 참고 문헌
- Aust, Stefan; Der Spiegel Magazine (2002). 《Inside 9-11: What Really Happened》. Schnibben, Cordt. MacMillan. ISBN 0-312-98748-X.
- Bamford, James (2008). 《Shadow Factory》. Doubleday. ISBN 978-0385521321.
- Burke, Jason (2004). 《Al-Qaeda: The True Story of Radical Islam》. I.B. Tauris. ISBN 1-85043-666-5.
- Federal Bureau of Investigation (2008년 2월 4일). “Hijackers' Timeline” (PDF). NEFA Foundation. 2008년 10월 12일에 원본 문서 (PDF)에서 보존된 문서. 2008년 10월 6일에 확인함.
- Fouda, Yosri; Fielding, Nick (2003). 《Masterminds of Terror: The Truth Behind the Most Devastating Terrorist Attack the World Has Ever Seen》. Arcade. ISBN 1-55970-708-9.
- McDermott, Terry (2005). 《Perfect Soldiers: The Hijackers: Who They Were, Why They Did It》. 하퍼콜린스. ISBN 0-06-058469-6.
- “9/11 Commission Report” (PDF). National Commission on Terrorist Attacks Upon the United States. 2004. 2008년 9월 30일에 확인함.
- “Appendix” (PDF). 《9/11 and Terror Travel》. National Commission on Terrorist Attacks Upon the United States. 2004. 2008년 9월 30일에 확인함.
- Smith, Paul J. (2005). 《Terrorism and Violence in Southeast Asia: Transnational Challenges to States and Regional Stability》. M. E. Sharpe. ISBN 0-7656-1433-2.
- Wright, Lawrence (2006). 《The Looming Tower: Al Qaeda and the Road to 9/11》. Alfred A. Knopf. ISBN 0-375-41486-X.